# Лурия, Александр Романович
Алекса́ндр Рома́нович Лу́рия (3 [16] июля 1902, Казань — 14 августа 1977, Москва) — советский психолог и врач-невролог, один из основателей нейропсихологии, сотрудник Л. С. Выготского и один из лидеров круга Выготского. Доктор педагогических наук (1937), доктор медицинских наук (1943), профессор (1944), действительный член Академии педагогических наук РСФСР (1947) и АПН СССР (1967).

## Биография
Александр Лурия родился в Казани старшим ребёнком в интеллигентной еврейской семье. Его отец — известный терапевт, впоследствии профессор Роман Альбертович Лурия (1874—1944) — занимался частной медицинской практикой; мать — Евгения Викторовна Лурия (урождённая Хаскина, 1875—1951) — была зубным врачом.
Окончил Казанский университет (1921) и 1-й Московский медицинский институт (1937). В 1921—1934 гг. — на научной и педагогической работе в Казани, Москве, Харькове. С 1922 по 1930 годы — член Русского психоаналитического общества. В 1931—1934 руководил Сектором психологии в Украинской психоневрологической академии в Харькове и фактически инициировал начало собственно психологических исследований в Советской Украине. С 1933 года работал в научно-исследовательских и учебных учреждениях Москвы, таких как Медико-биологический институт (в 1935 г. переименован в Медико-генетический институт им. М. Горького), Всесоюзный институт экспериментальной медицины, Московский государственный педагогический дефектологический институт, Научно-практический институт специальных школ и детских домов Наркомпроса РСФСР (с 1929 по 1934 годы — Экспериментальный дефектологический институт) и Институт нейрохирургии имени академика Н. Н. Бурденко.
В довоенный период был активным участником международного научного процесса и активнейшим инициатором сближения советских и германо-американских исследователей гештальт-психологов. В 1940 Лурия должен был читать цикл из трёх лекций по приглашению Нью-Йоркской академии медицины (так называемые The Thomas W. Salmon Lectures, New York Academy of Medicine), но реализации этих планов помешало начало Второй мировой войны.
В июне 1941 года началась Великая Отечественная война, и уже с августа этого же года Лурия был назначен руководителем крупного нейрохирургического эвакогоспиталя на 400—500 коек № 3120 в санатории Кисегач Челябинской области. В годы войны Лурия и группа его сотрудников (около 30 человек) организовали серию исследований и реабилитационную практику раненых с травмами головы, в частности инновационную реабилитацию посредством трудотерапии. Среди сотрудников Лурии того времени называют целый ряд специалистов психологов, психоневрологов и психиатров, таких как С. Г. Геллерштейн, Ф. В. Бассин, Б. В. Зейгарник, С. Я. Рубинштейн, А. В. Запорожец (в конце 1942 — начале 1943 переехал налаживать работу в другом госпитале), Э. С. Бейн, О. П. Кауфман, В. М. Коган, Э. А. Коробкова, а тж. неврологи А. К. Фохт, Л. Б. Перельман, нейрохирург Н. П. Игнатьев, физиолог Л. С. Юсевич.
В октябре 1944 года Лурия переехал в Москву, хотя и продолжал руководить работой госпиталя до ноября 1944 года. За научно-практическую работу в годы войны Лурия был награждён Орденом Трудового Красного Знамени.
С конца 1944 года — сотрудник Института нейрохирургии АМН СССР им. Н. Н. Бурденко.
С 1945 года — профессор МГУ. Заведующий кафедрой нейро- и патопсихологии факультета психологии МГУ (1966—1977). В течение более чем 50-летней научной работы А. Р. Лурия внёс важный вклад в развитие различных областей психологии, таких как психолингвистика, психофизиология, детская психология, этнопсихология и др.
Занимался исследованием мнемониста Ш. с феноменальной памятью. Лурия описал тридцатилетние наблюдения Шерешевского под именем «Ш.» в книге «Маленькая книжка о большой памяти».
Лурия — основатель и главный редактор «Докладов АПН РСФСР» — издания, в котором начали свои публикации представители ряда как психологических, так и гуманитарных направлений (Московский логический кружок) послевоенной мысли в России и СССР.

Надо отдать должное А. Р. Лурии: он очень много сделал по организации собственно научных изданий, и я думаю, что журнал «Доклады АПН РСФСР», который во многом определил рост и развитие советской психологической науки в 1950—60-е годы, один из многих памятников ему. (Г. П. Щедровицкий)

Умер в 1977 году. Похоронен на Кунцевском кладбище.

## Научная деятельность
Следуя идеям Л. С. Выготского, Лурия разрабатывал культурно-историческую концепцию развития психики, участвовал в создании теории деятельности. На этой основе развивал идею системного строения высших психических функций, их изменчивости, пластичности, подчёркивая прижизненный характер их формирования, их реализации в различных видах деятельности. Исследовал взаимоотношения наследственности и воспитания в психическом развитии. Использовав традиционно применявшийся с этой целью близнецовый метод, внёс в него существенные изменения, проводя экспериментально-генетическое изучение развития детей в условиях целенаправленного формирования психических функций у одного из близнецов. Показал, что соматические признаки в значительной степени обусловлены генетически, элементарные психические функции (например, зрительная память) — в меньшей степени. А для формирования высших психических процессов (понятийное мышление, осмысленное восприятие и др.) решающее значение имеют условия воспитания.
В области дефектологии развивал объективные методы исследования аномальных детей. Результаты комплексного клинико-физиологического изучения детей с различными формами умственной отсталости послужили основанием для их классификации, имеющей важное значение для педагогической и медицинской практики.
Внёс вклад в создание нового научного направления — нейропсихологии, ныне выделившейся в специальную отрасль психологической науки и получившей международное признание. Начало развития нейропсихологии было положено исследованиями мозговых механизмов у больных с локальными поражениями мозга, в частности в результате ранения. Разработал новый подход к проблеме локализации высших психических функций. В соответствии с ним «высшие психические функции как сложные функциональные системы не могут быть локализованы в узких зонах мозговой коры или в изолированных клеточных группах, а должны охватывать сложные системы совместно работающих зон, каждая из которых вносит свой вклад в осуществление сложных психических процессов и которые могут располагаться в совершенно различных, иногда далеко отстоящих друг от друга участках мозга» («Основы нейропсихологии», гл. 2., п. 3). Сформулировал основные принципы динамической локализации психических процессов, создал классификацию афазических расстройств и описал ранее неизвестные формы нарушений речи, изучал роль лобных долей головного мозга в регуляции психических процессов, мозговые механизмы памяти.
Способ выявления «аффективных следов преступления», предложенный Лурией, стал предпосылкой для последующего создания «детекторов лжи».
Лурия имел высокий международный авторитет, являлся иностранным членом Национальной академии наук США (1968), Американской академии наук и искусств, Американской академии педагогики, а также почётным членом ряда зарубежных психологических обществ (британского, французского, швейцарского, испанского и др.). Он был почётным доктором ряда университетов: г. Лейстера (Англия), Люблина (Польша), Брюсселя (Бельгия), Тампере (Финляндия) и др. Многие его работы переведены и изданы за рубежом. Лурия часто и с уважением упоминается в работах английского невролога Оливера Сакса, с которым он вёл многолетнюю переписку.
Лауреат премии имени М. В. Ломоносова I степени (1967) за труды по нейропсихологии.

## Семья
Сестра Лидия Лурия (в замужестве Герчикова, 1908—1991), врач-психиатр, кандидат медицинских наук; вторым браком была замужем за начальником Главного коноплеводческого управления Наркомата земледелия СССР Михаилом Григорьевичем Герчиковым (1895—1937). Её дочь — Ирина Юрьевна Сукальская, род. 1931, врач-психиатр.
Жена (с 1932 года) — Лана Липчина (1904, Рославль — 1978, Москва), цитолог, доктор медицинских наук.
Дочь Елена Лурия (1938—1992), гистолог, доктор биологических наук; была замужем за гистологом Александром Фриденштейном, членом-корреспондентом АМН СССР.

## Основные работы
- Психоанализ как система монической психологии, в сборнике «Психология и марксизм». — М., 1925.
- Речь и интеллект в развитии ребёнка. — М., 1927.
- Этюды по истории поведения: Обезьяна. Примитив. Ребёнок. — М., 1930 (в соавт. с Л. С. Выготским).
- Учение об афазии в свете мозговой патологии. — М., 1940.
- Травматическая афазия. — М., 1947.
- Восстановление функций мозга после военной травмы. — М., 1948.
- Очерки психофизиологии письма. — М., 1950.
- Речь и развитие психических процессов у ребёнка. — М., 1956 (в соавт. с Ф. Я. Юдович).
- Умственно отсталый ребёнок. — М., 1960.
- Высшие корковые функции и их нарушение при локальных поражениях мозга Архивная копия от 4 февраля 2009 на Wayback Machine. — М., 1962, 2-е изд. 1969.
- Мозг и психические процессы. Т. 1. — М., 1963.; Т. 2. — М., 1970.
- Лобные доли и регуляция психических процессов. — М., 1966.
- Маленькая книжка о большой памяти (ум мнемониста). — М., 1968. Исследование феноменальной памяти С. В. Шерешевского.
- Лурия А. Р. Маленькая книжка о большой памяти (Ум мнемониста). — М. : Эйдос, 2019. — 88 с. (с рис. В. Гончар).
- Психология как историческая наука. — 1971.
- Основы нейропсихологии. — M., 1973.
- Об историческом развитии познавательных процессов. — М., 1974.
- Нейропсихология памяти. Т. 1. — М., 1974.; Т.2. — М., 1976.
- Основные проблемы нейролингвистики. — М., 1976.
- Язык и сознание (idem). — М., 1979.
- Потерянный и возвращённый мир.
- Культурные различия и интеллектуальная деятельность.
- Этапы пройденного пути. Научная автобиография. — М., 2001. ISBN 5-211-04434-7.
- Природа человеческих конфликтов. Объективное изучение дезорганизации поведения человека. — М., 2002. ISBN 5-89353-032-2.
- Лекции по общей психологии. — СПб., 2007. ISBN 978-5-94723-559-3.
- Психологическое наследие. —М., 2003. ISBN 5-89357-131-2.

## В кинематографе
- Фильм Кристофера Дойла «Прочь слова!» во многом основан на исследованиях психики С. В. Шерешевского (1886—1958), описанных Лурией в «Маленькой книжке о большой памяти».